# São Pedro do Sul (Portugal)
São Pedro do Sul (portugisiskt uttal: [sɐ̃w ˈpeðɾu ðu ˈsul]
 ( lyssna)) är en stad och kommun i mellersta Portugal, 57 km sydost om Porto och 251 km nordost om Lissabon.
Staden har ca 3 600 invånare och är känt som kurort.
Kommunen har 16 851 invånare (2020) och en yta på 349 km². Den ingår i distriktet Viseu och är också en del av den statistiska underregionen Viseu Dão Lafões samt av Comunidade Intermunicipal Viseu Dão Lafões.

## Freguesias
São Pedro do Sul är indelat i fjorton freguesias (kommundelar):

- Bordonhos
- Carvalhais e Candal
- Figueiredo de Alva
- Manhouce
- Pindelo dos Milagres
- Pinho
- Santa Cruz da Trapa e São Cristóvão de Lafões
- São Félix
- São Martinho das Moitas e Covas do Rio
- São Pedro do Sul, Várzea e Baiões
- Serrazes
- Sul
- Valadares
- Vila Maior

## Bilder

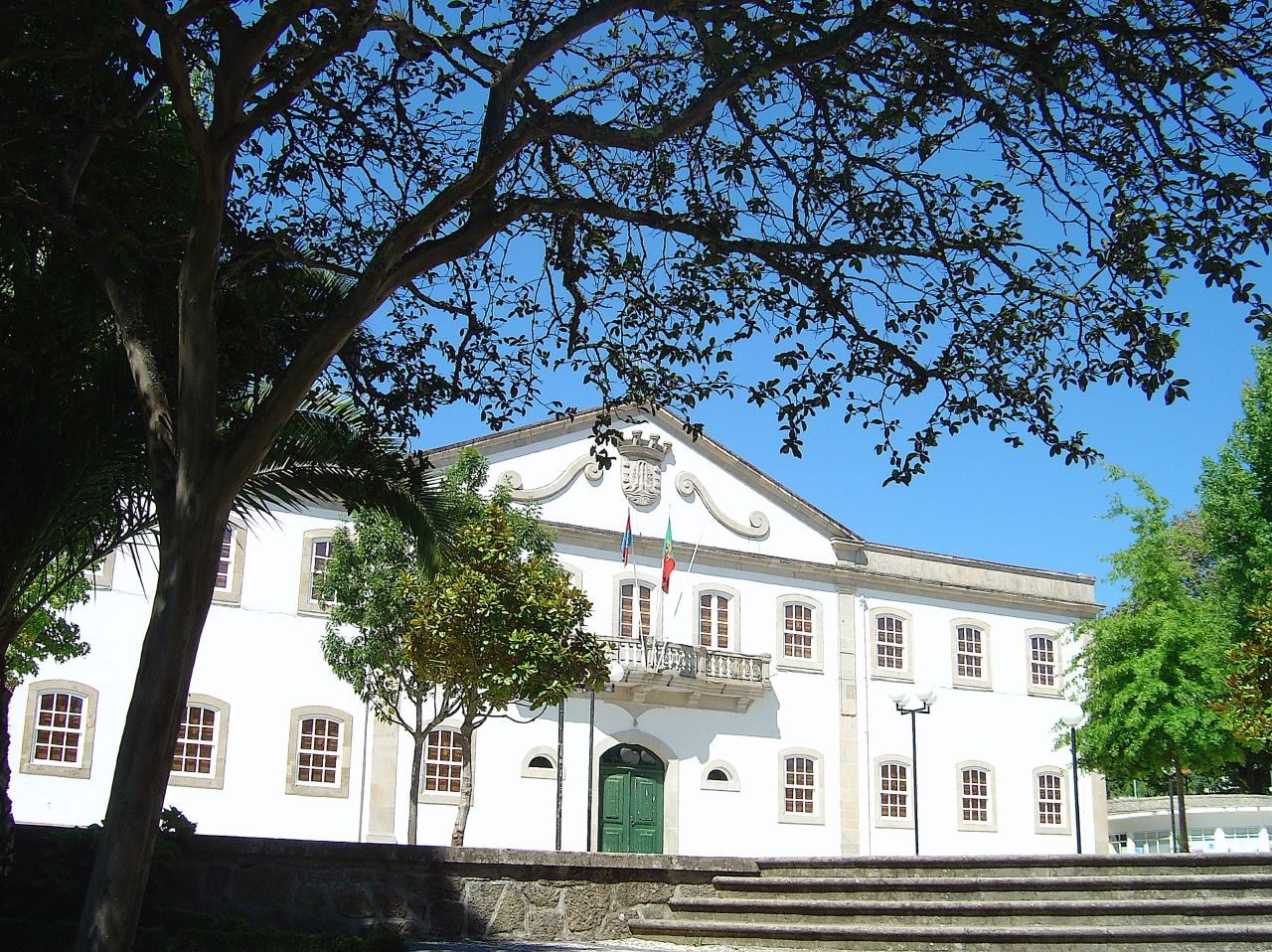
Kommunhuset i São Pedro do Sul
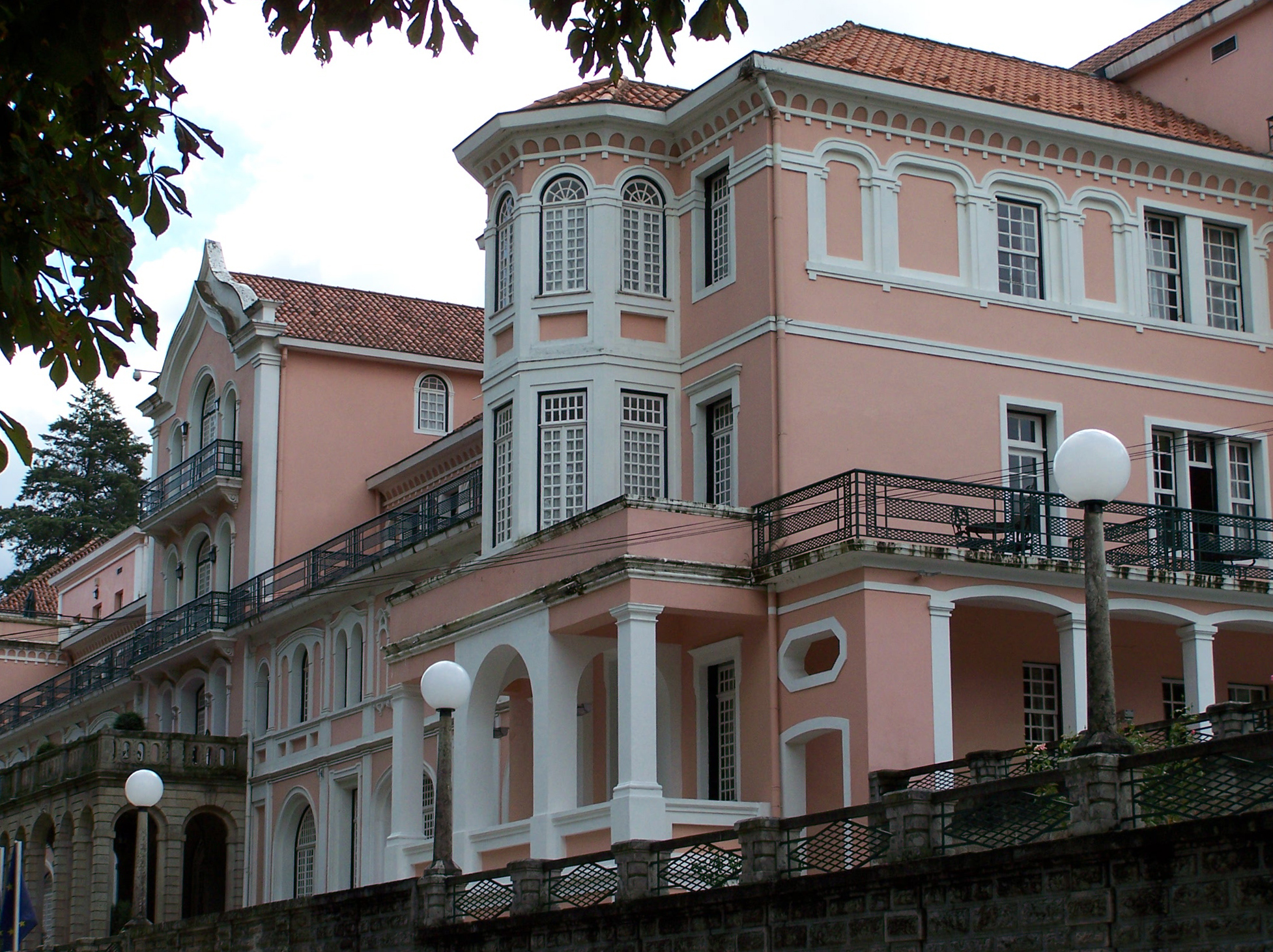
Kurortshotell i São Pedro do Sul
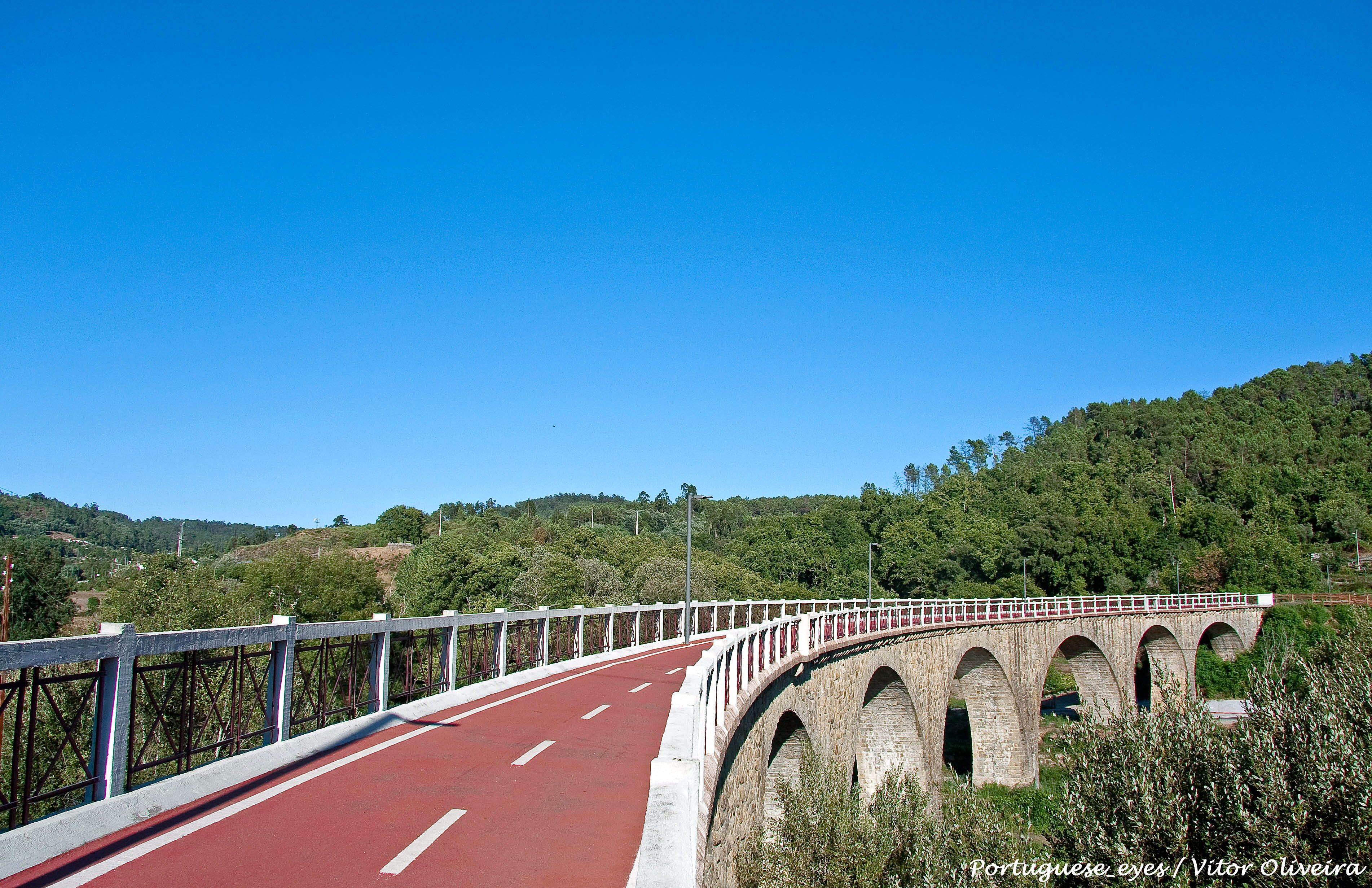
Järnvägsled i Forno Ferreiro
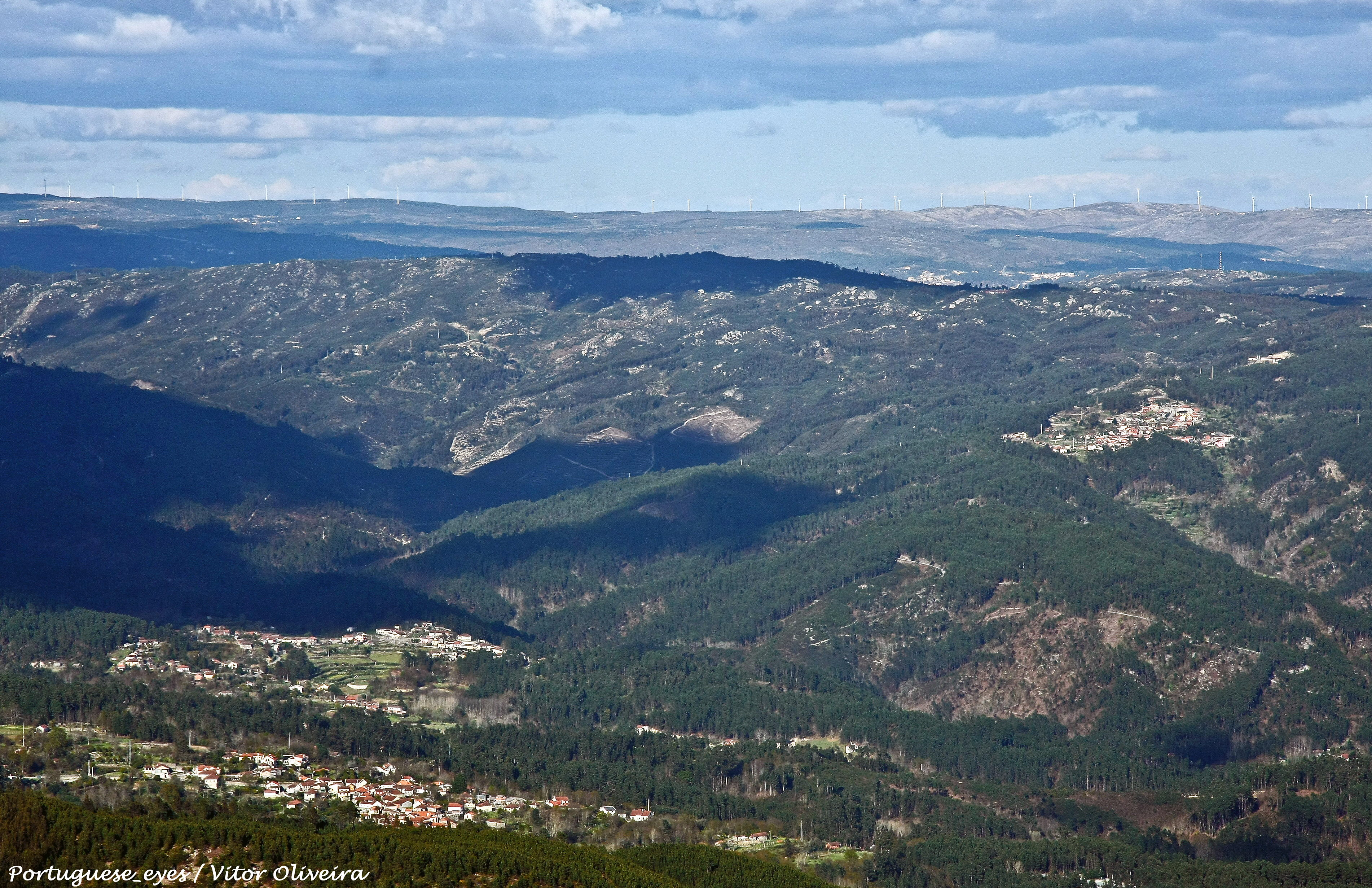
Bergskedja Serra da Arada
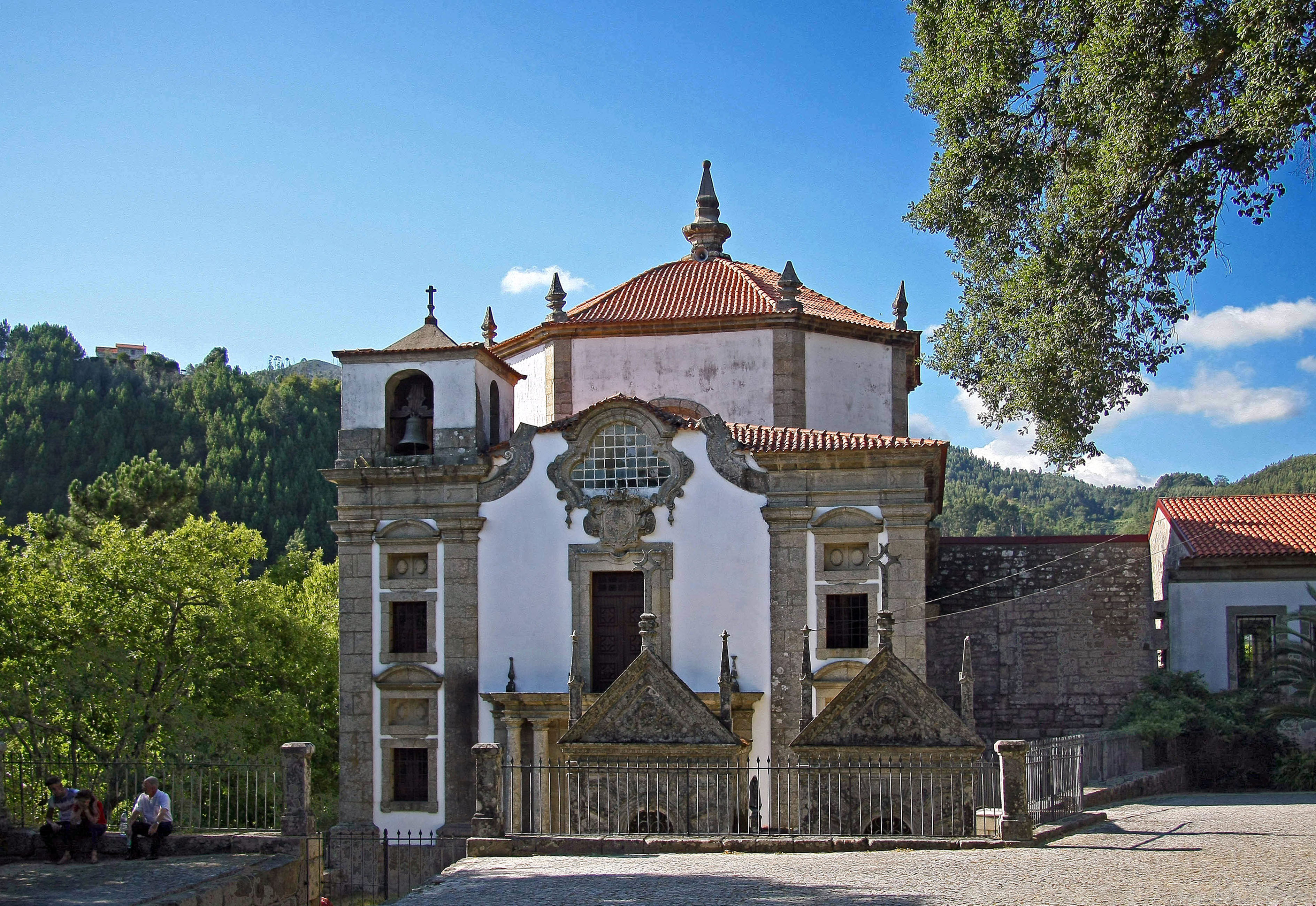
Klostret Convento de São Cristóvão de Lafões
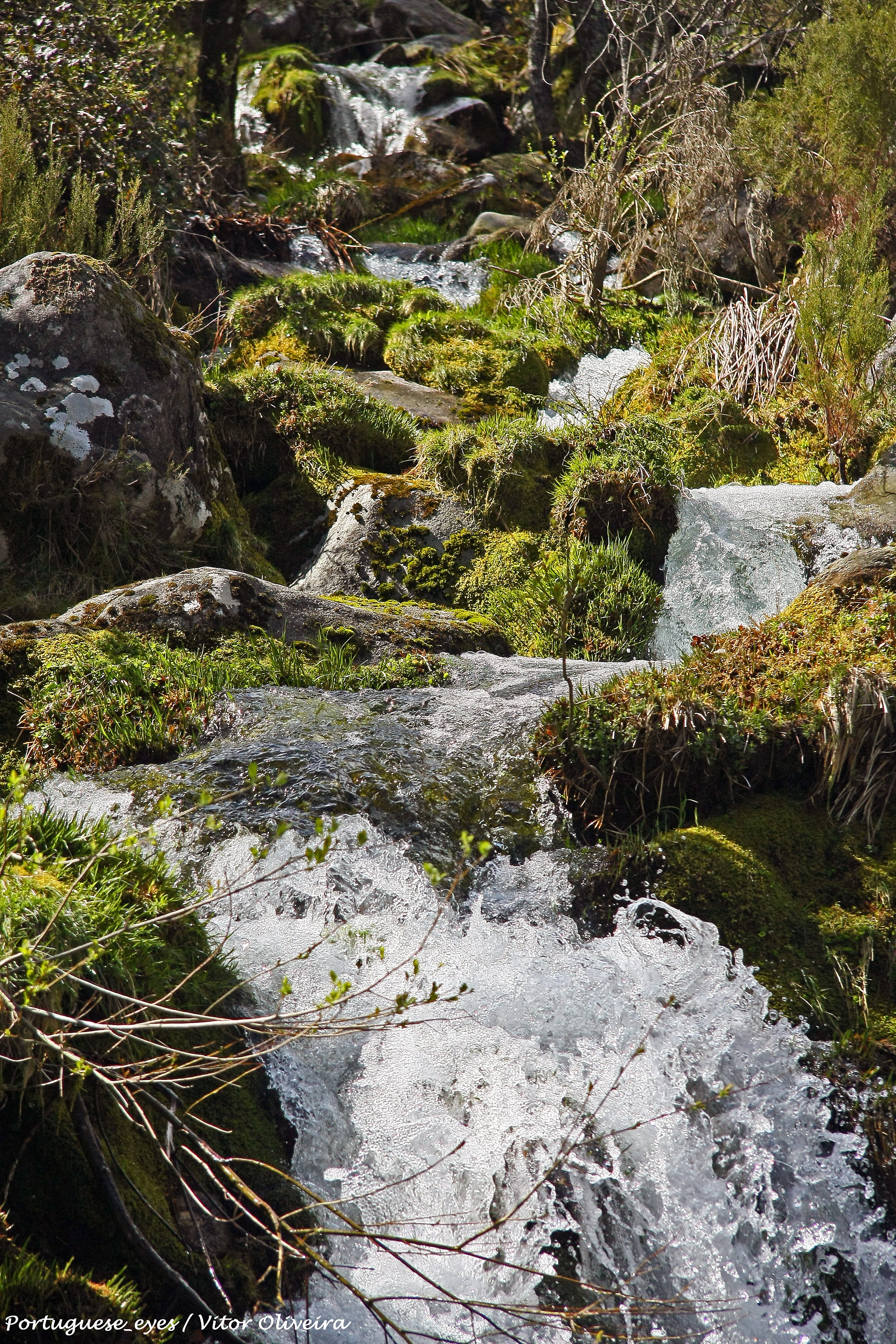
Skogsparken i Pisão